# Patera de Wilde
Wilde Patera
Pour les articles homonymes, voir Wilde.
La patera de Wilde (désignation internationale : Wilde Patera) est une patera située sur Vénus dans le quadrangle de Galindo. Elle a été nommée en référence à Jane Francesca Wilde, poétesse irlandaise (1821–1891).